# Drepanoctonus bifasciatus
Drepanoctonus bifasciatus là một loài tò vò trong họ Ichneumonidae.